# Национальный женский реестр
Национальный женский реестр (англ. National Women's Register, NWR) — британская неправительственная организация женских групп, основанная в 1960 году.
Реестр работает в Великобритании и Австралии. В Зимбабве существует филиал организации, известный как «Женщины на связи» (англ. Women In Touch, WIT). Независимые члены реестра есть во Франции, Германии, Новой Зеландии и Ирландии.

## История
Реестр был основан в 1960 году. Мэри Стотт была редактором женской страницы The Guardian, а Бетти Джерман написала статью под названием «Втиснуты, как сардины в Пригороде» (англ. Squeezed in like sardines in Suburbia), заявив: «пригород был невероятно скучным местом для жизни, и я виню в этом женщин. Работа держала бы женщин в напряжении. Но дом и присмотр за детьми могут притупить ум женщины, но только она сама может его обострить».
Морин Никол, одна из таких домохозяек, написала в ответ письмо редактору: «С тех пор, как у меня родился первый ребенок, я постоянно удивляюсь тому, как женщины, кажется, добровольно отправляются в изгнание у себя в доме, когда оставляют работу вне дома… Возможно, либерально настроенные жены, прикованные к дому и желающие сохранить индивидуальность могли бы сформировать национальный реестр, чтобы при каждом переезде можно было связаться с подругами-единомышленницами».
Морин была завалена ответами на свое письмо, и появился «Реестр домохозяек, привязанных к дому» (англ. Housebound Housewives Register), как его сначала называли. Вскоре название было изменено на «Национальный реестр домохозяек», а в 1987 году — на «Национальный женский реестр».
В 1995 году основавшая реестр Морин Никол была награждена Орденом Британской империи за заслуги перед женщинами.

## Деятельность
Участники реестра принадлежат к местным группам реестра. Местные группы обычно встречаются два раза в месяц в домах друг у друга для обсуждения заранее оговоренных тем, а также для организации прогулок, посещения достопримечательностей и встреч с другими группами. Группы также организуют большие встречи, однодневные конференции и дискуссионные обеды. Члены добровольно предоставляют услуги, организуя книжные группы, журналы для переписки и онлайн-дискуссионные группы. Ежегодная конференция обычно в университетском кампусе, и дает возможность всем членам встретиться.

## Публикации
- Журнал The Register рассылается всем членам два раза в год.
- Цифровой информационный бюллетень, рассылаемый всем участникам раз в месяц.
- Годовой отчет. Реестр является зарегистрированной благотворительной организацией, поэтому он должна ежегодно публиковать определенную уставную информацию.

## Архивы
Архивы Национального женского реестра находятся в Женской библиотеке Лондонской школы экономики  (ссылка 5NWR).

## Внешние ссылки
- Национальный женский реестр